# Nicolae Neagoe

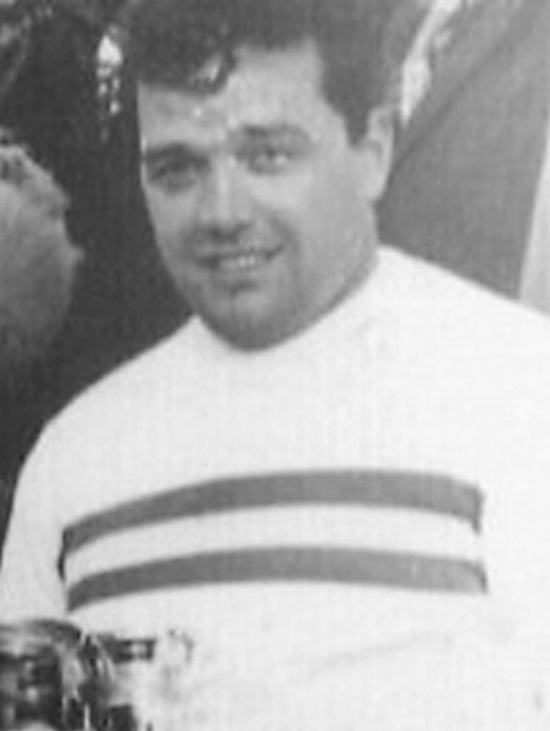
Nicolae Neagoe

Nicolae Neagoe (* 2. August 1941 in Sinaia; † 29. April 2023) war ein rumänischer Bobfahrer.
Er war in seiner Jugend Ringer und Fußballspieler und begann im Alter von 20 Jahren mit dem Bobsport. 1966 erreichte er als Anschieber von Ion Panțuru bei der Bob-Weltmeisterschaft in Cortina d’Ampezzo den fünften und bei der Europameisterschaft im selben Jahr in Garmisch-Partenkirchen den sechsten Platz. Bei der Bob-Europameisterschaft 1967 in Innsbruck gewann Neagoe im Viererbob mit Petre Hristovici, Gheorghe Maftei und Pilot Ion Panțuru vor Österreich und Deutschland die Goldmedaille. Außerdem wurde er mit Ion Panțuru im Zweierbob Vize-Europameister hinter dem von Erwin Thaler gelenkten österreichischen Bob.
1968 nahm Neagoe an den Olympischen Winterspielen in Grenoble teil. Dort gewann das Duo Panțuru/Neagoe die Bronzemedaille hinter Italien und Deutschland. Für Rumänien war dies die erste und bis heute (Stand 2022) einzige Medaille bei Olympischen Winterspielen. Außerdem wurde der Viererbob Vierter, eine Zehntelsekunde hinter den Schweizern.
Bei der Europameisterschaft 1968 in St. Moritz wurde Neagoe mit dem Viererbob Vize-Europameister hinter den Schweizern. Diesen Erfolg konnten die Rumänen bei der Bob-Europameisterschaft 1969 in Cervinia wiederholen, diesmal waren die Italiener um Alberto Frigo auf ihrer Heimbahn schneller. Bei der Europameisterschaft 1970 in Cortina d’Ampezzo gewann Neagoe die Bronzemedaille.
Auch nach seiner aktiven Karriere blieb Neagoe dem Bobsport treu und wurde Trainer. Er lebte in Brebu (Prahova).